# 北眼龙属
北眼龙（属名：Ophthalmothule，意为“北方之眼”）是种生存于伏尔加阶（侏罗纪-白垩纪边界前后）的浅隐龙科蛇颈龙，发现于斯匹次卑尔根岛阿加德菲勒特组的斯洛茨摩亚段（Slottsmøya Member）化石群。模式种是冻骨北眼龙（O. cryostea）。

## 描述

体型比较

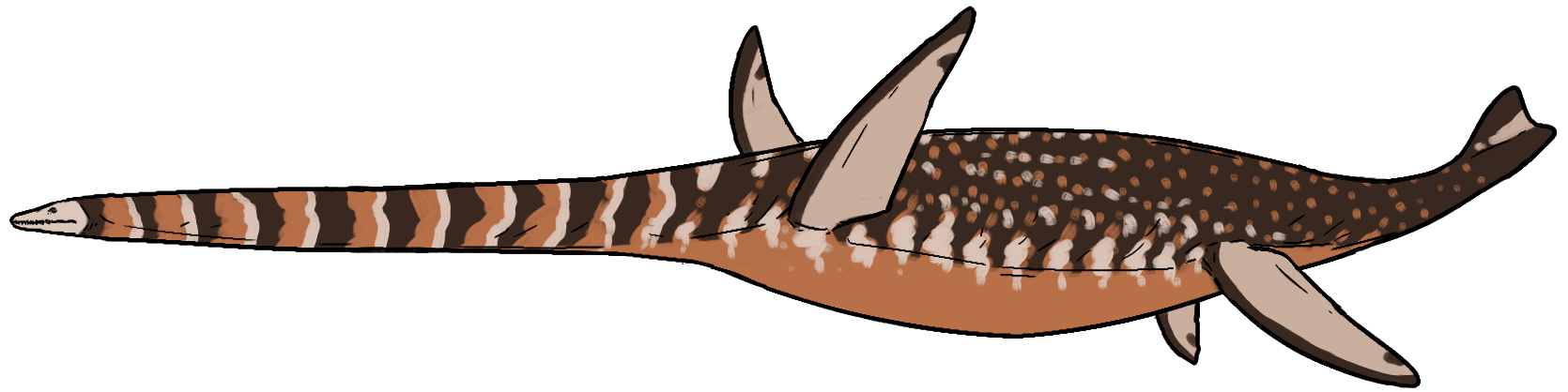
复原图

北眼龙是种身长5—5.5（16—18英尺）的中型蛇颈龙。该属被注意到拥有异常大的眼眶，表明其具有古生物学上的特化如深水和／或夜间狩猎。其与深渊龙均为北方区域已知的最年轻的浅隐龙科之一。正模标本包括完整颅骨及部分下颌骨、关节连接的完整颈椎、一排胸椎和前至中段背椎系列以及胸带和前肱骨。